# 강수정
강수정(姜水晶, 1977년 6월 29일 ~ )은 대한민국의 방송인과 배우다. 본관은 진주(晉州)이다.

## 데뷔
- 2002년 10월 KBS 28기 공채 아나운서(KBS부산방송총국 지역근무)

## 학력
- 서울대치초등학교 (졸업)
- 역삼중학교 (졸업)
- 숙명여자고등학교 (졸업)
- 연세대학교 아동가족학과 (졸업)
- 연세대학교 언론홍보대학원 (졸업)

## 방송 활동

### 진행자
- CPBC 《인생은 어바웃》(2023)
- tvN 《70억의 선택》(2023)
- MBN 《엄지의 제왕》(2017)
- MBN《코미디 청백전 사이다》(2016)
- 패션N《우종완 강수정의 소원을 말해봐》(2010)
- MBC 《책 읽는 사람》(2010)
- MBC 《김용만, 강수정의 노하우 수사대》(2010)
- MBC every1 《스타특급대작전 "함사세요"》(2009)
- MBC《퍼펙트 브라이드》(2009)
- SBS 《TV 오아시스》(2008)
- 올리브 네트워크 '2008드림프로젝트, 그녀의 아름다운 도전'(2008)
- MBC 《오늘밤만 재워줘》(2008)
- STORY ON 《허니허니》(2008)
- MBC 《일요일 일요일 밤에- 우리결혼했어요》(2008)
- MBC《고수가 왔다》(2008)
- SBS 《야심만만 만명에게 물었습니다》(2007~2008)
- SBS 《결정 맛대맛》(2007)
- SBS 《퀴즈 육감대결》(2007~2008)
- MBC 《공부의 제왕》(2007~2008)
- KBS2 《해피선데이- 쾌남시대》(2006~2007)
- KBS2 《가치대발견 보물찾기》(2006)
- KBS2 《연예가중계》(2006)
- KBS2 《쇼 파워 비디오》(2005)[4]
- KBS2 《무한지대큐》(2004~2006)
- KBS2 《해피선데이- 여걸6》(2005~2006)
- KBS1 《누가누가 잘하나》(2005)
- KBS2 《KBS 연예대상》(2005)
- KBS1 《6시 내고향》 부산 리포터 (2002)
- KBS2 《KBS 연예대상》(2004)
- KBS1 《전국노래자랑 상반기 결선》(2004)
- KBS2 《체감경제 황금의 시간》패널 (2003)
- KBS2 《해피선데이- 여걸5》(2004)
- KBS2 《속 보이는 밤》(2004)
- KBS1 《전국노래자랑 상반기 결선, 연말 결선》(2003)
- KBS1 《세상은 넓다》(2003~2004)
- KBS 부산 1TV 《신나는 날 즐거운 날》
- KBS 부산 1TV 《KBS 뉴스 9 부산》

### 라디오
- KBS 《강수정의 뮤직쇼》(2006)

### 예능
- 2010년 10월 KBS 2TV 《김승우의 승승장구》 ("김제동 편" 초대 손님으로 출연)[5].
- 2018년 10월 KBS 2TV 《해피투게더 시즌4》게스트
- 2022년 7월 JTBC 《아는형님》 게스트
- 2023년 4월 KBS2 《신상출시 편스토랑》 편셰프
- 2023년 10월  JTBC 《아는형님》 게스트
- 2023년 12월 MBC 《라디오스타》게스트

## 홍보대사
- 2008년 한국토지공사 홍보대사[6]
- 2012년 천주교 생명위원회 홍보대사

## 수상
| KBS 연예대상 《쇼, 오락 MC 부문 신인상》 |                       |                |
| 2002년                                   | 2003년 강수정, 김제동 | 2004년         |
| 이효리, 장나라                           | 2003년 강수정, 김제동 | 김경란, 김현욱 |
|                                          |                       |                |
|                                          |                       |                |

| 1 대 100 우승자               |                               |                               |
| 이전                          | 강수정                        | 다음                          |
| 김태경                        | 강수정                        | 이창명                        |
|                               |                               |                               |
| 2010년 6월 15일, 159회 방송분 | 2010년 11월 9일, 175회 방송분 | 2011년 1월 11일, 183회 방송분 |